# Gran Vía (Madrid)
Pour les articles homonymes, voir Gran Via.
La Gran Vía (en français, littéralement « Grande Voie ») est une des artères principales du centre de Madrid, en Espagne.

## Situation
Entièrement située dans l'arrondissement du Centre, elle s'étend sur les quartiers de Justice, Parlement, Sol, Université et Palais, pour une longueur totale de 1 300 mètres. Elle comprend trois tronçons dont le premier s'étend de la rue d'Alcalá à la place Saint-Louis, le deuxième jusqu'à la place de Callao et enfin le troisième jusqu'à la place d'Espagne.

## Dénomination
Au fur et à mesure de l'avancement du projet, les trois tronçons ont porté chacun un nom différent : rue du Comte de Peñalver pour le premier, avenue Pi y Margall pour le deuxième et rue Eduardo Dato pour le troisième.
En avril 1936, les deux premiers tronçons prennent le nom d'avenue de la CNT avant d'être renommés avenue de Russie au début de la guerre civile. Un nouveau changement est réalisé en novembre 1937 en faveur d'avenue de l'Union soviétique. La même année, le dernier tronçon prend le nom d'avenue du Mexique. Le 24 avril 1939, après la victoire des franquistes, l'ensemble est baptisé avenue José Antonio.
Enfin, en 1981, le maire socialiste Enrique Tierno Galván lui donne pour la première fois le nom officiel de Gran Vía.

## Histoire

### Premiers projets
Depuis le milieu du XIXe siècle, les autorités songent à percer un grand boulevard entre le centre et le nord-ouest de la ville afin de décongestionner le trafic dans le cadre des grands travaux envisagés par l'urbaniste Carlos María de Castro. Entre 1857 et 1868, des aménagements sont réalisés entre la Puerta del Sol et l'actuelle place de Callao.
En 1897, le projet définitif est confié aux architectes José López Sallaberry et Francisco Andrés Octavio Palacios, qui dévoilent leurs plans deux ans plus tard. Ces derniers exposent déjà la division en trois tronçons appelés avenue A, boulevard et avenue B. Il s'agit de faciliter la liaison entre, d'une part, les quartiers d'Argüelles et de Salamanca et d'autre part, la gare d'Atocha et celle du Prince-Pie ; libérer la Puerta del Sol d'un excès de circulation et détruire de nombreux logements insalubres. Ce projet est définitivement approuvé le 21 août 1904 mais les travaux subissent des retards liés à l'opposition de commerçants et d'habitants ainsi qu'à des difficultés financières.

### Début des travaux
Ce n'est que le 4 avril 1910 que le percement commence réellement en présence du maire, José Francos Rodríguez, du président du Conseil, José Canalejas, du roi Alphonse XIII et de sa famille. Un grand nombre de bâtiments (310 au total) doivent être détruits et 30 terrains vierges sont à viabiliser sur 14,26 hectares. Près de cinquante rues sont concernées par l'opération et plus de trente nouveaux pâtés de maisons sortent de terre.

### Construction
La première partie est officiellement achevée en 1917 et le deuxième tronçon est construit durant les cinq années suivantes. La dernière portion est réalisée de 1925 à 1932, bien que de nombreux édifices ne soient achevés qu'après la Guerre d'Espagne.
Offrant un large éventail de styles qui vont de la Sécession viennoise à l'Art déco new-yorkais, en passant par les architectures plateresque, néo-mudéjar et haussmannienne, la Gran Vía est considérée comme une vitrine de l'art édifiée du crépuscule de la Belle Époque à l'aube des années 1950.

## Activités
La Gran Vía n'a pas été conçue uniquement comme une voie de communication est-ouest mais aussi comme un lieu de confluence et une vaste zone commerciale. Ainsi a-t-elle abrité les premiers grands magasins de Madrid mais aussi des boutiques de luxe, des cinémas, des cafés, etc. Du fait de sa configuration et de son animation, elle est souvent surnommée le « Broadway madrilène ».

## Monuments
- L'immeuble Metrópolis, construit sur les plans des architectes français Jules et Raymond Février, est inauguré en 1911. Il forme la pointe qui sépare la Gran Vía de la rue d'Alcalá et se situe officiellement au numéro 39 de cette dernière. Il appartient cependant à l'ensemble architectural édifié à partir de 1910.
- L'immeuble Grassy, situé au n°1 de la rue, est un bâtiment de style éclectique dû à Eladio Laredo y Carranza. Il est orné de reliefs et d'azulejos.
- L'hôtel des Lettres, nommé à sa construction, en 1917, « logements pour le comte d'Artaza », est occupé par un hôtel depuis 2005.
- Le chevet de l'oratoire du Chevalier de Gracia, situé au n°17, est achevé en 1916.
- La maison Matesanz, située au n°27, à l'angle avec la rue des Trois-Croix, est l'œuvre d'Antonio Palacios, qui s'inspire de l'architecture de Chicago pour réaliser ce bâtiment commercial.
- L'immeuble Telefónica, conçu par Ignacio de Cárdenas, est de 1929 à 1953, un des premiers gratte-ciel d'Europe.
- La maison du Livre, projetée par José Yarnoz Larrosa, abritait à l'origine l'entreprise de construction Calpense. Elle accueille aujourd'hui une trentaine de boutiques.
- Le théâtre Fontalba est bâti à partir des plans de José López Sallaberry et Teodoro de Anasagasti.
- L'immeuble Madrid-Paris, inauguré en 1924, est à l'époque le premier grand magasin de la capitale[1]. En octobre 2015, après d'importants travaux de rénovation, la chaîne Primark y ouvre une succursale[2].
- Le palais de la Musique, conçu par l'architecte Secundino Zuazo Ugalde pour la Société anonyme générale des Spectacles, est inoccupé depuis 2008.
- Le palais de la Presse, construit de 1924 à 1928 par Pedro Muguruza, tient son nom du fait qu'il s'agit d'une commande de l'Association de la presse de Madrid. Il a abrité le siège de divers journaux et, jusqu'en 2015, celui du Parti socialiste madrilène.
- L'immeuble Carrión (aussi connu sous le nom d'immeuble Capitol) cultive un air de ressemblance avec le Flatiron Building de New York. Construit entre 1931 et 1933 par Luis Martínez-Feduchi et Vicente Eced y Eced, il porte le nom de son commanditaire, Enrique Carrión y Vecín, marquis de Melín. Il est surtout connu pour son immense enseigne lumineuse aux couleurs de Schweppes.

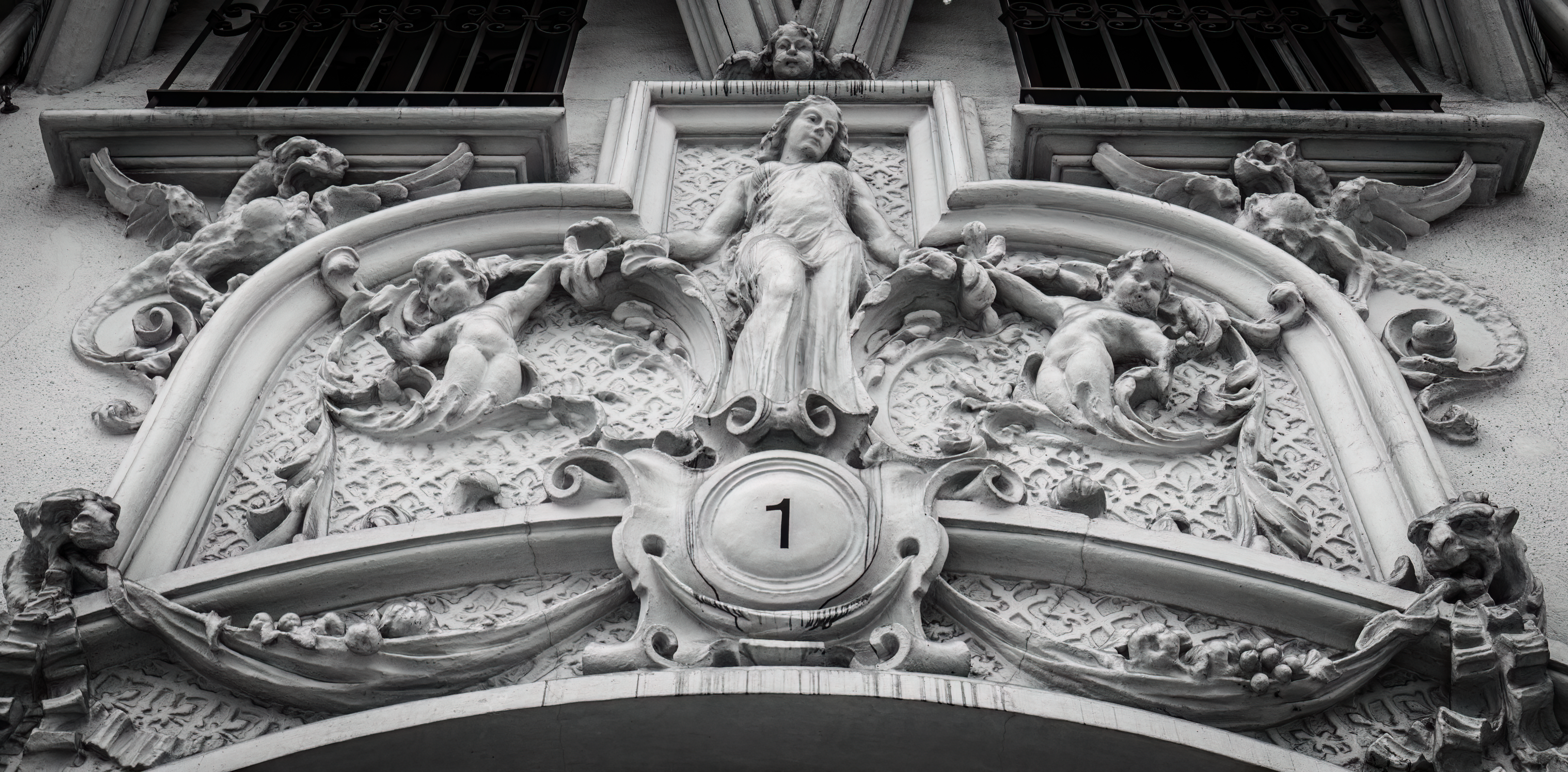
Décorations sur la façade nord de l'Edificio Grassy sur la Gran Via. Mai 2018.

## Galerie

Gran Vía
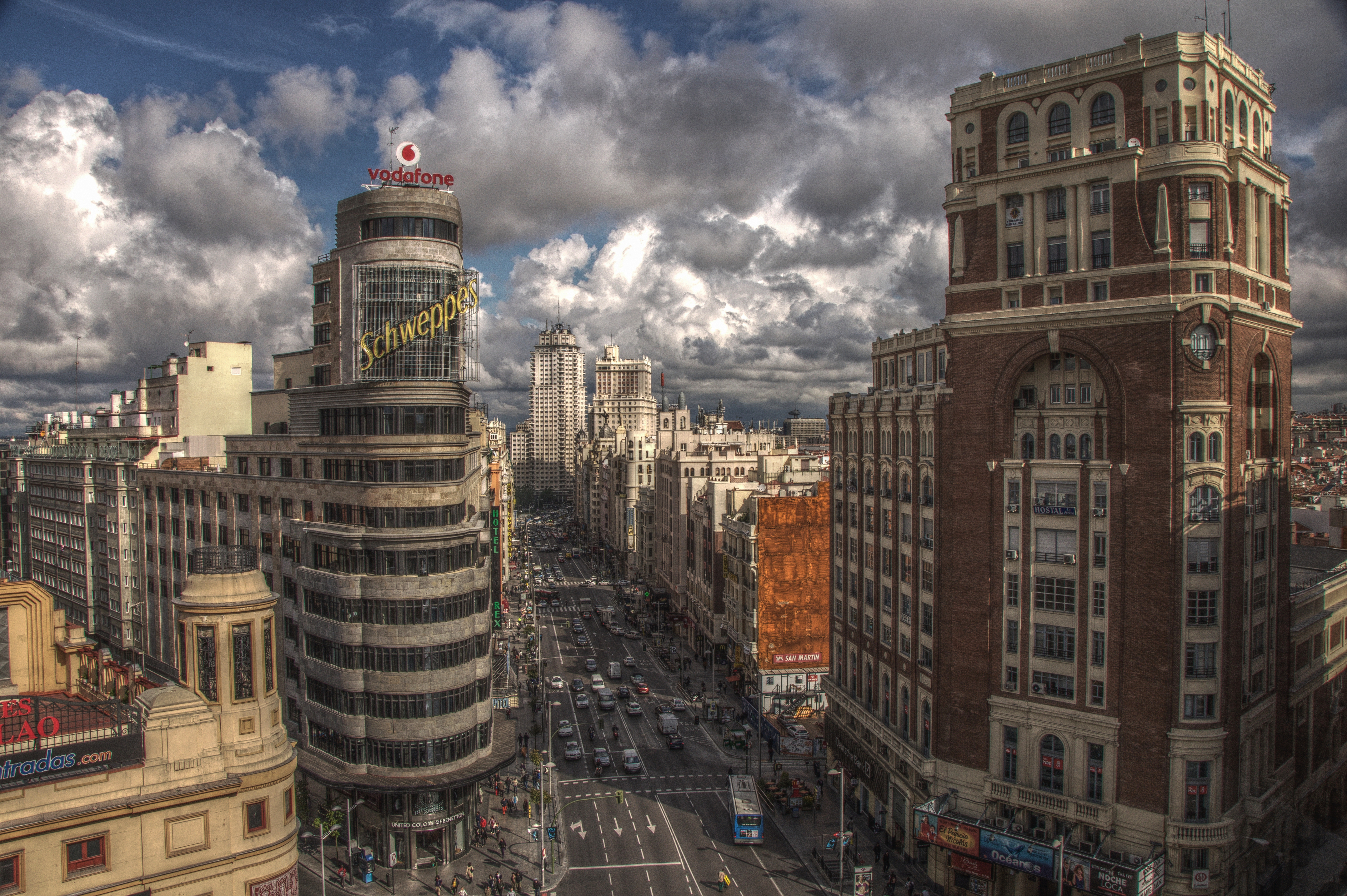
Vue de l'avenue depuis Callao
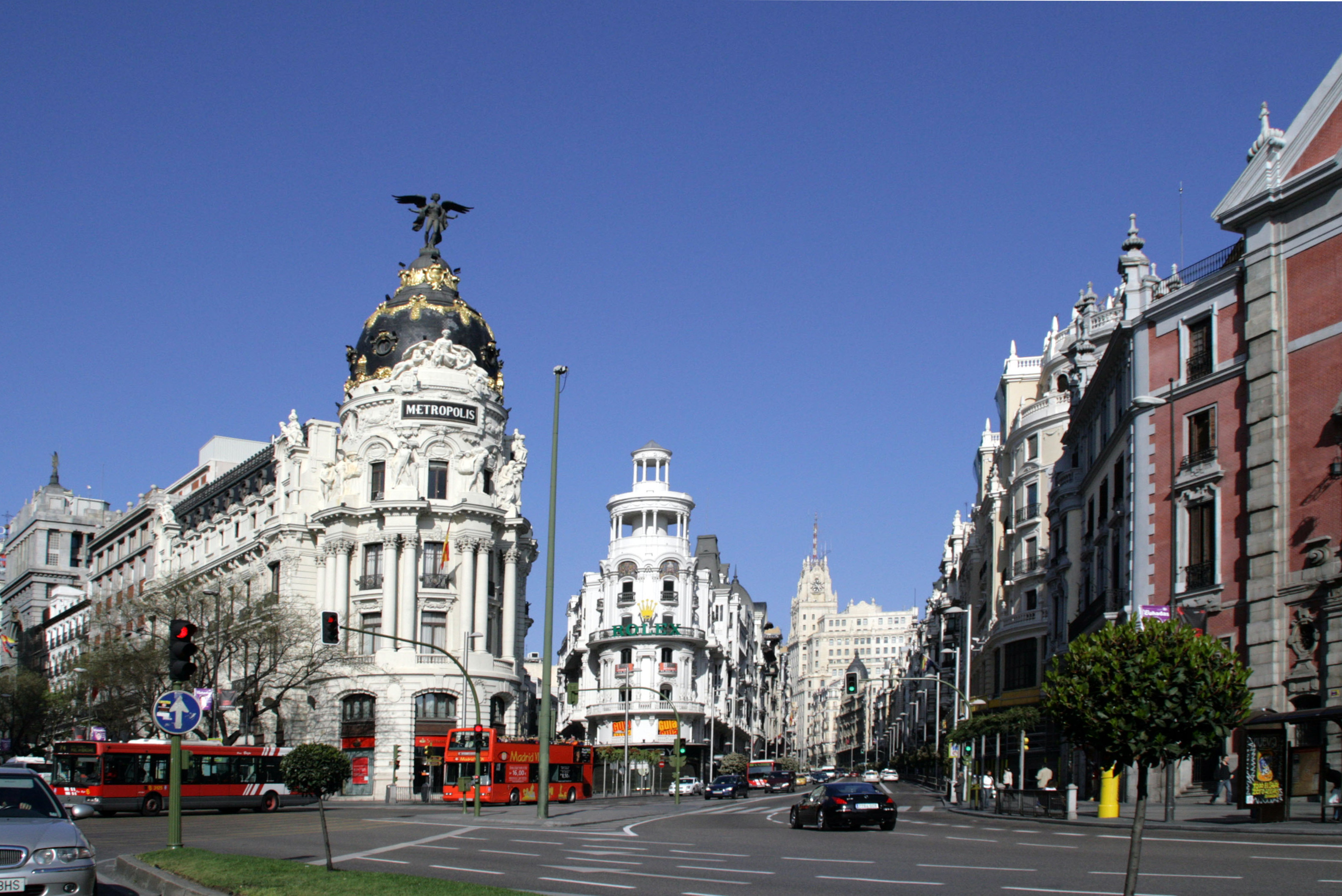
Intersection avec la rue d'Alcalá et immeuble Metrópolis
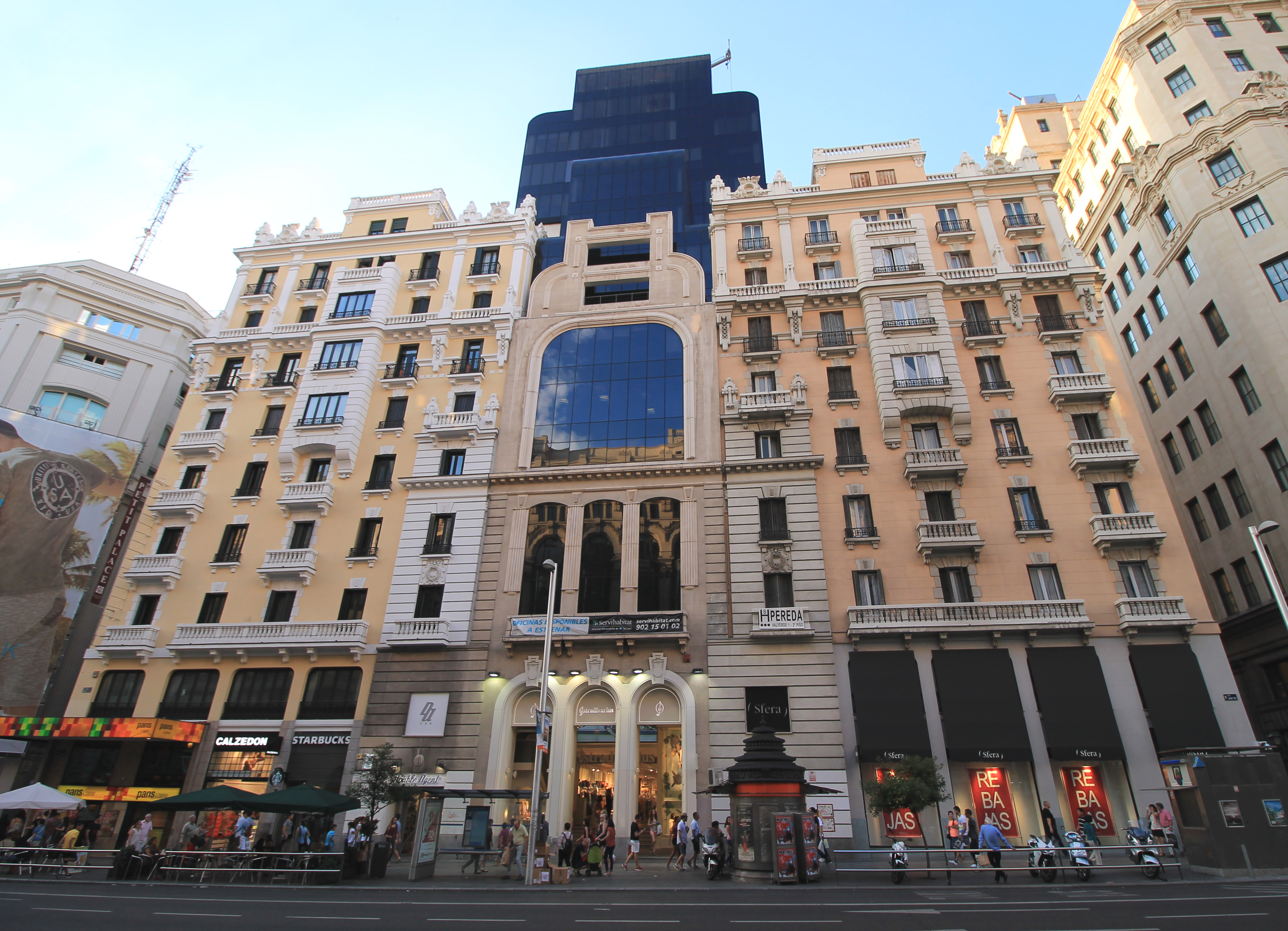
Vieux Théâtre Fontalba
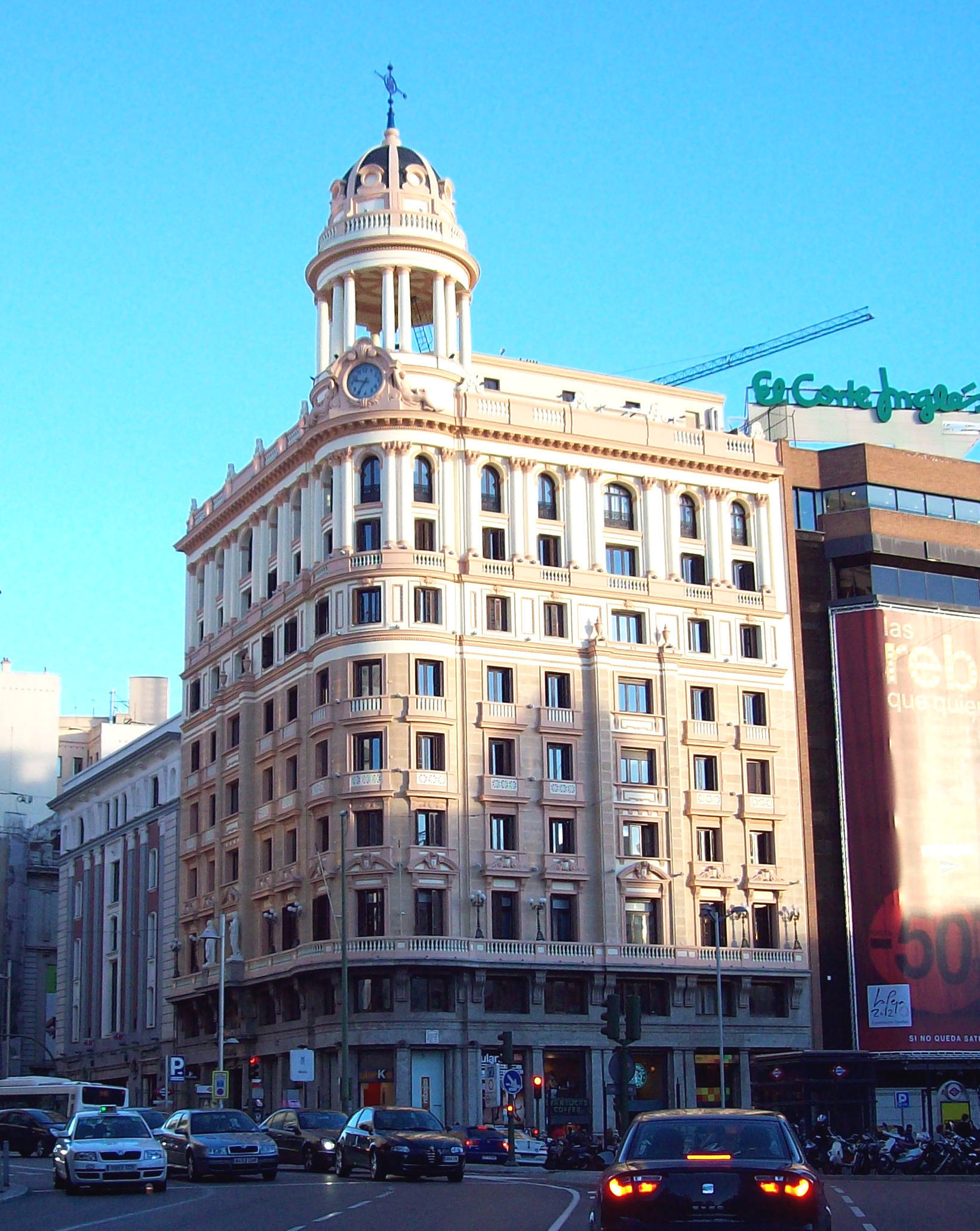
La Adriática
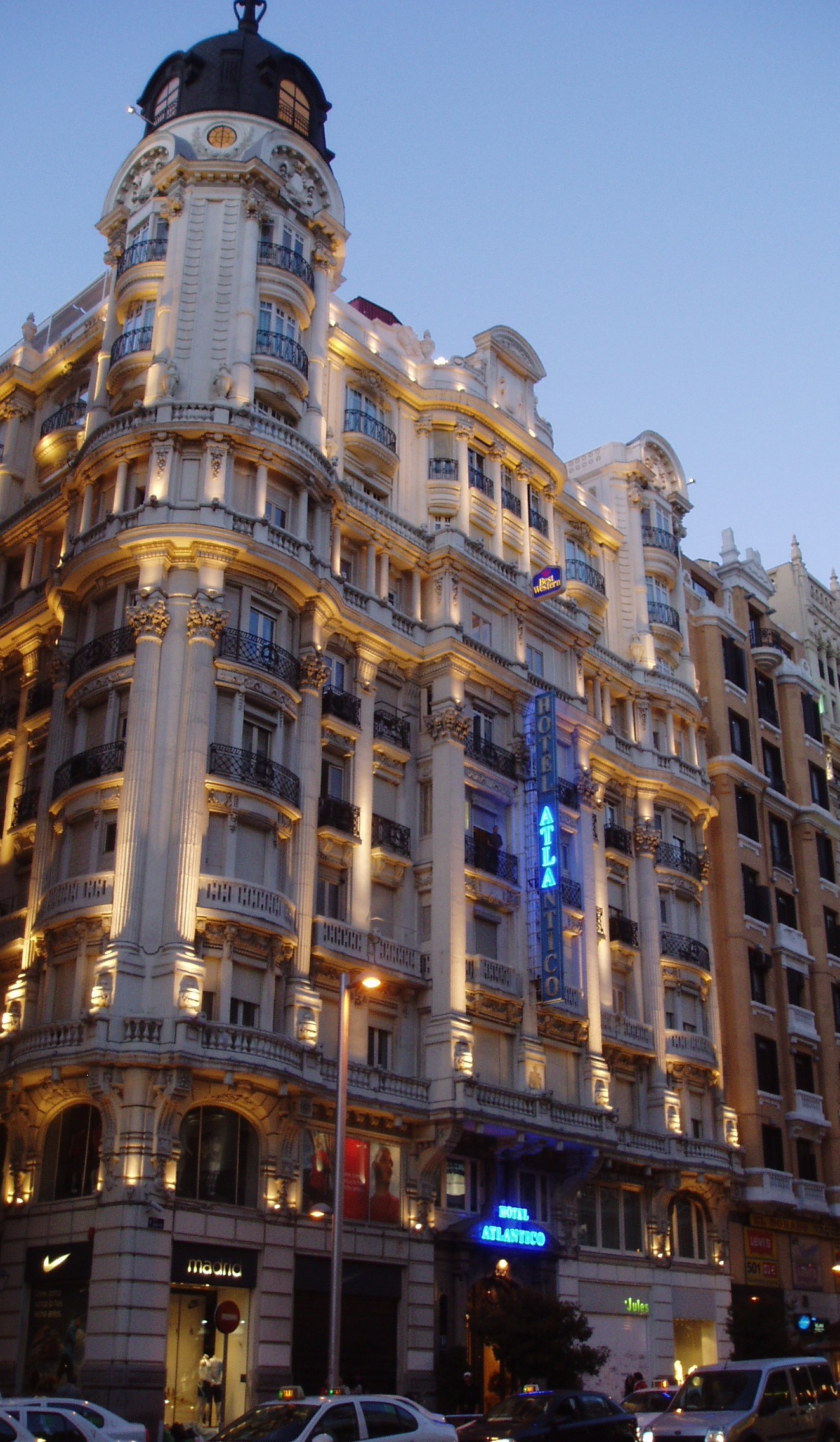
Immeuble Atlantique
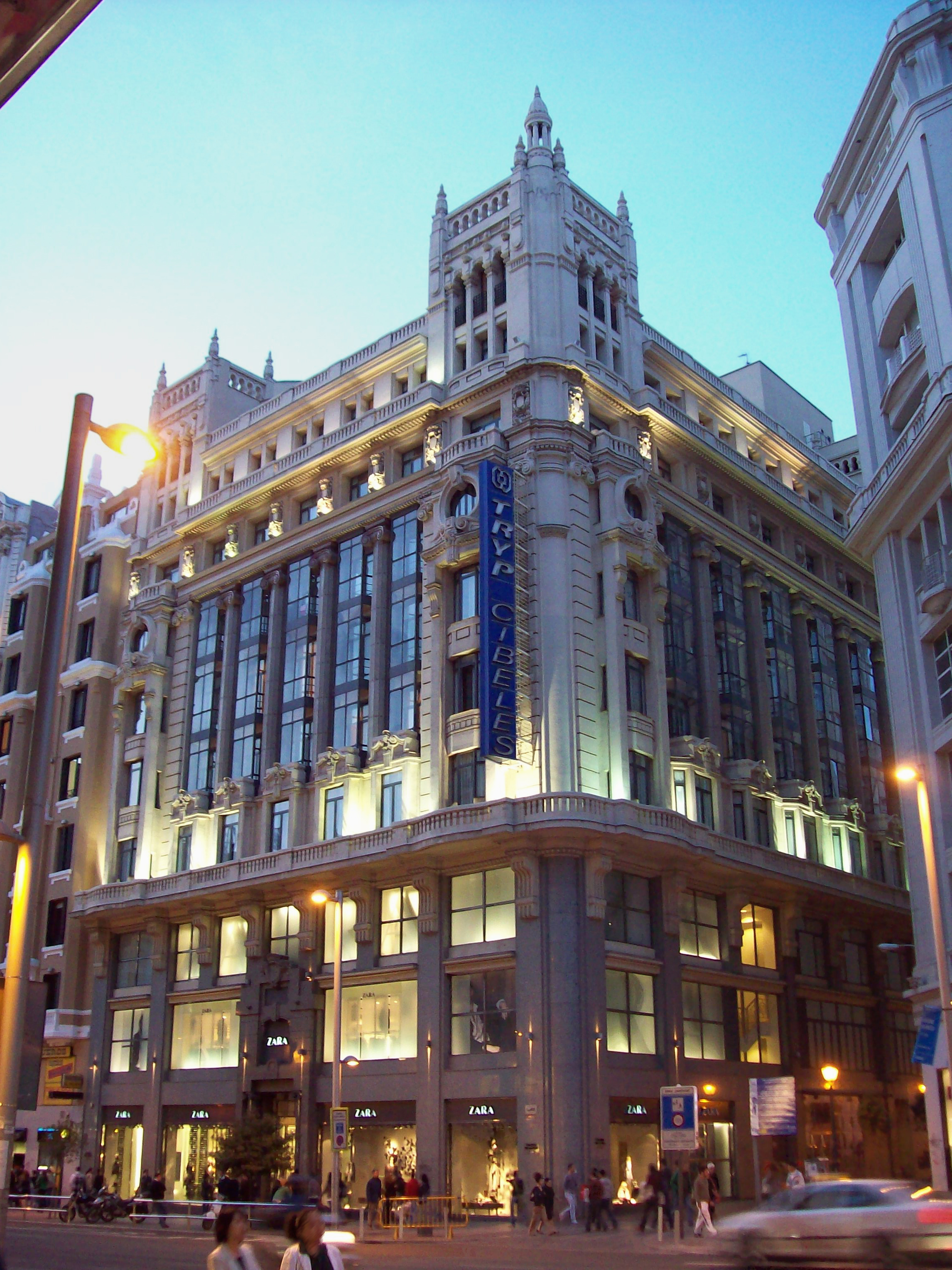
Hôtel Cibeles
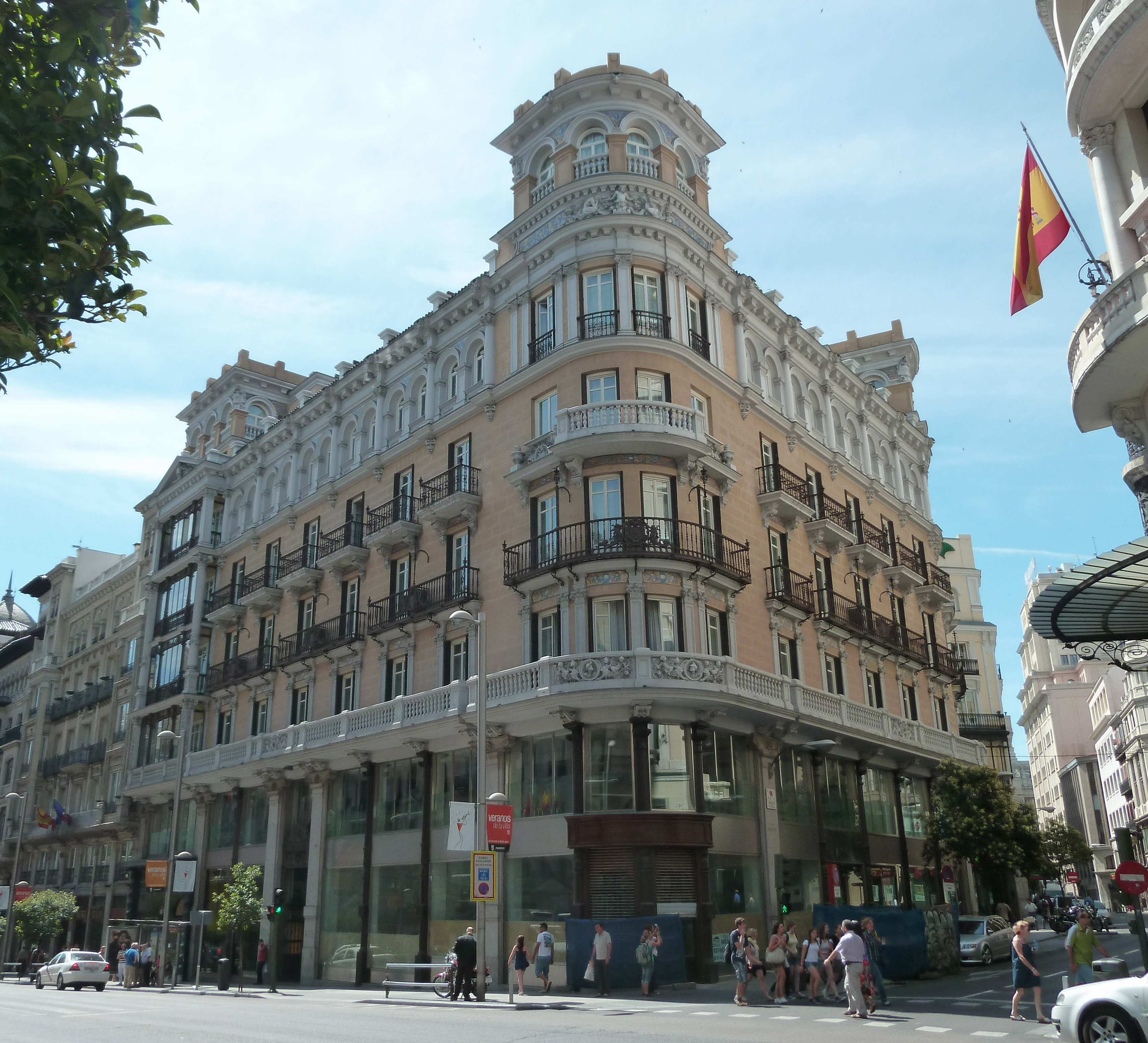
Hôtel des Lettres
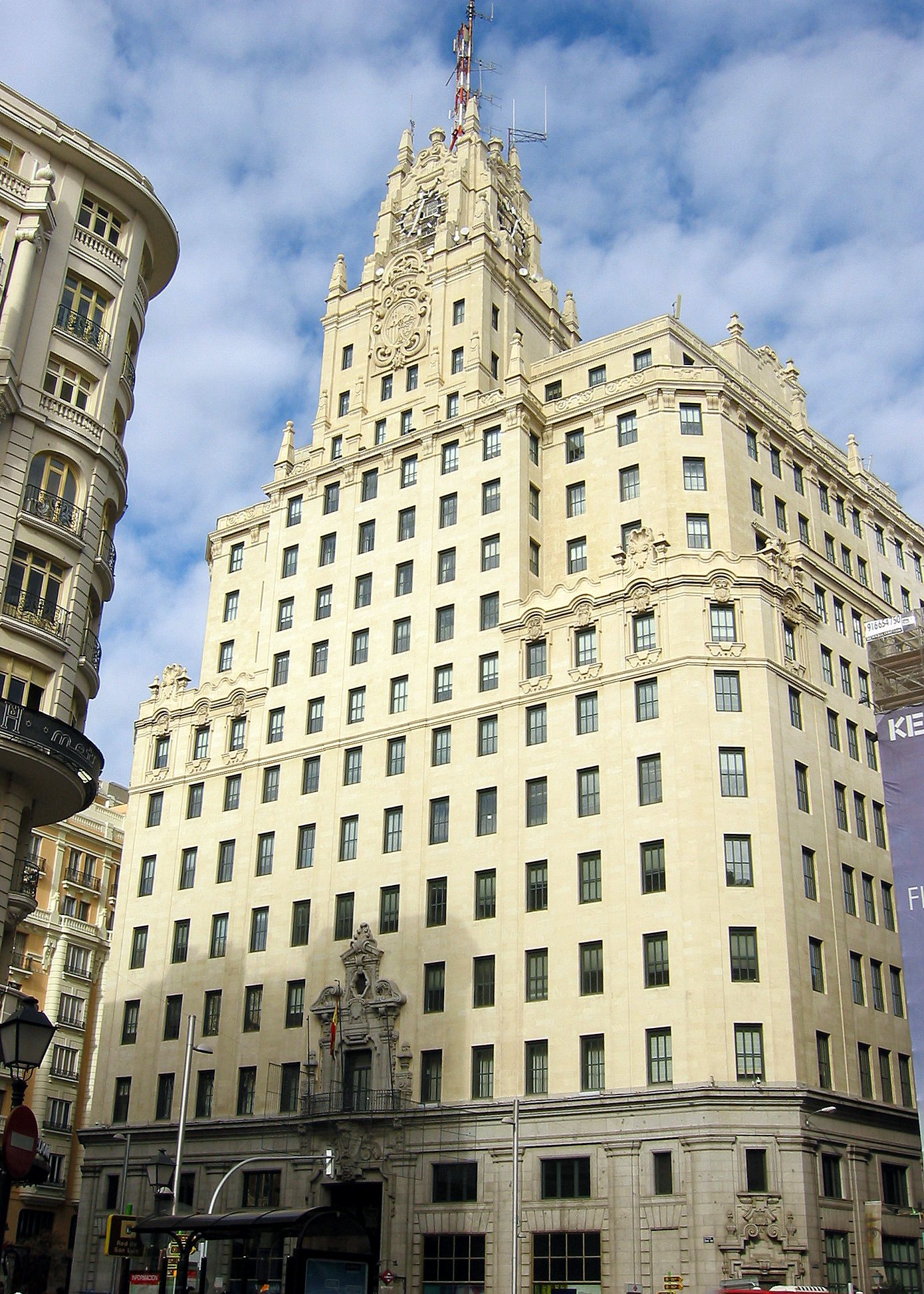
Immeuble Telefónica
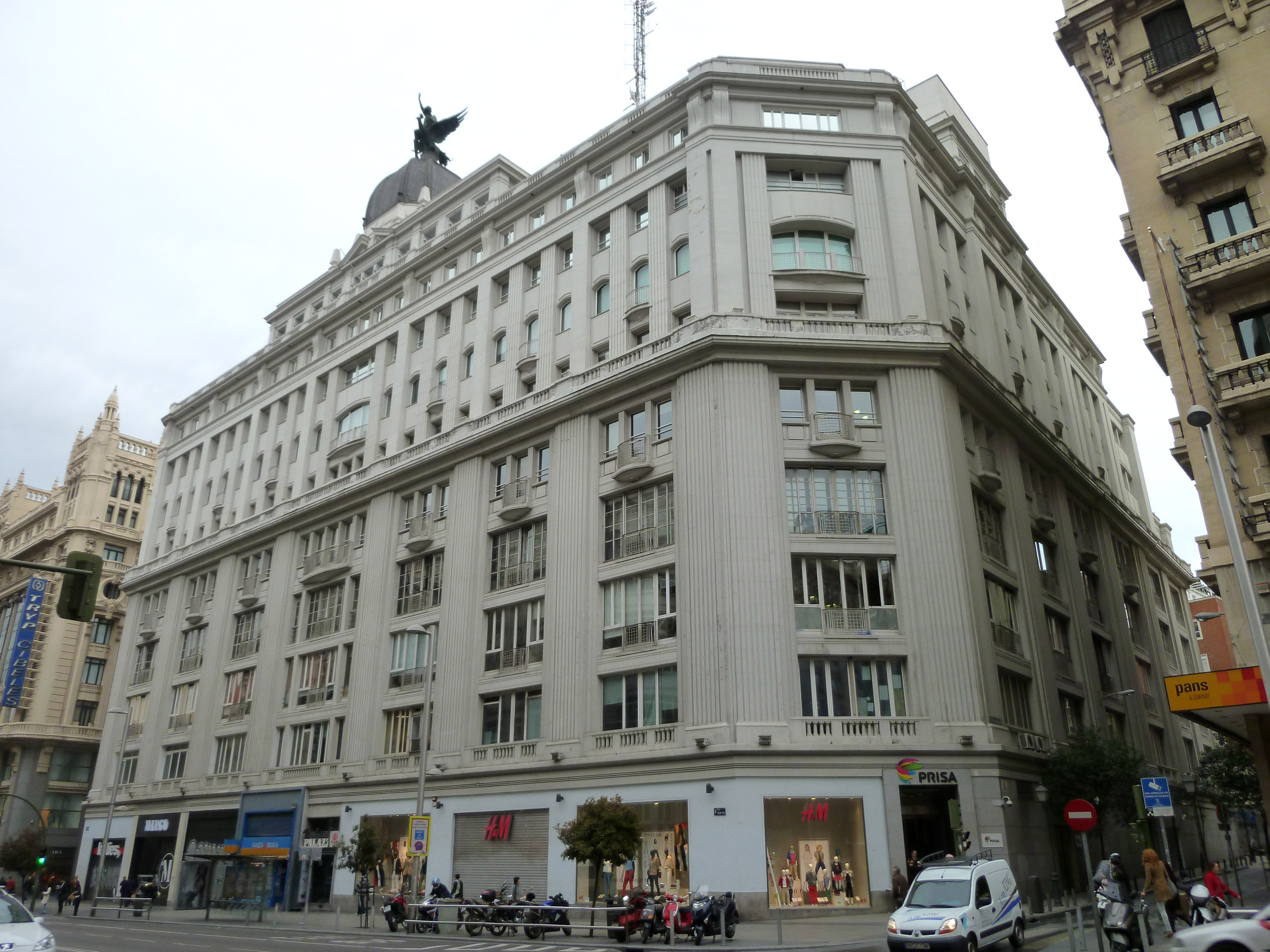
Immeuble Madrid-Paris
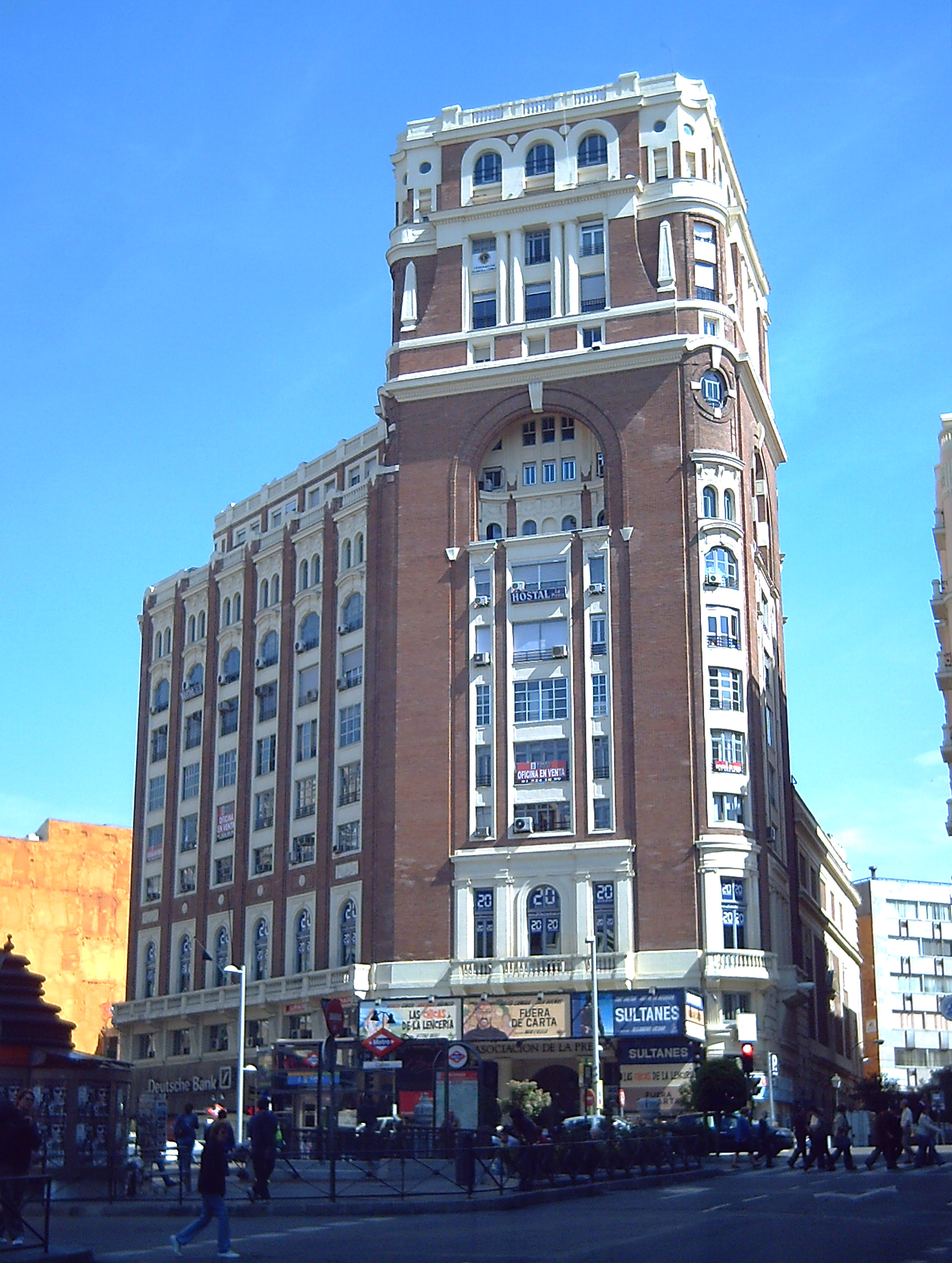
Palais de la Presse